# Новая Долина (Одесская область)
Новая Долина (укр. Нова Долина) — село относится до Авангардовской громады в Одесском районе Одесской области Украины . Занимает площадь 1,38 км² без учёта СК. В Новодолинский сельский совет также входят прилегающие к ней дачно - садовые кооперативы:  "Меркурий" и "Прибой". Находится на реке Дальник. Население по переписи 2021 года, составляло 3655 человека. Почтовый индекс — 67822. Телефонный код — 4851. Код КОАТУУ — 5123783201.

## История
После Великой Отечественной войны за землях, на которых сейчас расположено село Новая Долина, находились подсобное хозяйство Одесской железной дороги, военный аэродром и несколько жилых домов. Датой основания села можно считать 1957 г., когда на землях колхоза им. Фрунзе (центральная усадьба располагалась в Малодолинском) начали строить жилые дома для работников колхоза. В следующем году возле животноводческой фермы были сооружены пять домов, а дальше ещё 27.

## Общественный транспорт
В селе проходит много пригородных и междугородных маршрутов 
Пригородные маршруты
№2 (Петродолинское — Одесса),
№38-Т (Овидиополь — Одесса),
№52 (Великодолинское — Одесса),
№52-А (Великодолинское — Одесса),
№52-Н (Новая Долина — Одесса),
№86-А (Грибовка — Одесса),
№134 (Курортное — Одесса),
№565 (Затока — Одесса),
№566 (Белгород-Днестровский — 7км),
№748 (Надлиманское — Одесса),
№1078 (Сергеевка — Одесса)
Междугородные маршруты 
№70 (Черноморск — Одесса)
№560-Т (Белгород-Днестровский — Одесса)
Также в селе ходит автобус по маршруту "Новая Долина — Авангард"

## Местный совет
67822, Одесская обл., Овидиопольский р-н, с. Новая Долина, ул. Крупской, 1